# Way Halom (Talang Padang)
Way Halom is een bestuurslaag in het regentschap Tanggamus van de provincie Lampung, Indonesië. Way Halom telt 1157 inwoners (volkstelling 2010).